# Bad Boy (canción de Red Velvet)
«Bad Boy» es una canción interpretada por el grupo surcoreano Red Velvet, incluida en la reedición de su segundo álbum de estudio, The Perfect Red Velvet, lanzado por SM Entertainment el 29 de enero de 2018. Con influencias de hip hop y un estilo R&B, sus letras fueron escritas por JQ y Moon Hee-yeon, mientras que la producción musical estuvo a cargo de The Stereotypes, Maxx Song, Whitney Phillips y Yoo Young-jin.
La canción recibió elogios de los críticos musicales, quienes destacaron su producción y el sonido «exuberante» que fusiona el R&B contemporáneo con el pop. La pista fue incluida en la lista de las 100 mejores canciones de 2018 de Billboard, y además encabezó su clasificación de las 20 mejores canciones de K-pop del año. En el plano comercial, se convirtió en el cuarto sencillo del grupo en alcanzar el top 2 de Gaon Digital Chart, que obtuvo una certificación de platino por la Korea Music Content Association (KMCA) por superar las 2 500 000 unidades vendidas digitalmente. También alcanzó el puesto número 2 en World Digital Songs Chart y el puesto 87 en Canadian Hot 100.
La canción fue una de las dos que Red Velvet interpretó en el concierto Spring is Coming en Pionyang, realizado en el Gran Teatro de Piongyang Este, ante una audiencia que incluyó a Kim Jong-un. Este evento fue considerado un acto de diplomacia cultural, enmarcado dentro de un esfuerzo diplomático más amplio entre Corea del Sur y Corea del Norte. La actuación de Red Velvet en este concierto las convirtió en el quinto grupo en presentarse en el país, y el primer artista de SM Entertainment en hacerlo en 15 años, desde Shinhwa.

## Antecedentes y promoción
Durante una entrevista con Idolator el 16 de enero de 2018, el equipo de producción The Stereotypes reveló que habían trabajado con el grupo en un proyecto «realmente genial» que se lanzaría próximamente. Una semana después, el 23 de enero, SM Entertainment anunció a través de un teaser visual publicado en sus redes sociales oficiales que Red Velvet lanzaría The Perfect Red Velvet, la reedición de su álbum anterior. Además, el sello detalló que la reedición incluiría tres canciones nuevas, entre ellas «Bad Boy», una canción descrita por los medios surcoreanos como con un concepto «sexy» o «girl crush», algo completamente nuevo para el grupo. A partir del 26 de enero, comenzaron a revelarse imágenes conceptuales de las integrantes en las plataformas sociales del grupo, y la periodista Kang Seo-jung de Osen comentó que el concepto de la canción transmitía una poderosa vibra de «onni». Kang también señaló cómo este concepto se diferenciaba de los lanzamientos anteriores del grupo. Tras el lanzamiento del teaser del videoclip el 24 de enero, la canción se estrenó el 29 de enero de 2018, acompañada de la reedición del álbum y su respectivo vídeo musical.
La canción fue una de las dos que Red Velvet interpretó en el concierto Spring is Coming en Pionyang, en el Gran Teatro de Piongyang Este, ante una audiencia que incluyó a Kim Jong-un. Este evento fue visto como un acto de diplomacia cultural dentro de un esfuerzo más amplio entre Corea del Sur y Corea del Norte. La actuación de Red Velvet las convirtió en el quinto grupo en presentarse en el país y el primer artista de SM Entertainment en hacerlo en 15 años, desde Shinhwa. El grupo también interpretó una versión mixta en coreano e inglés de la canción en una reunión de fanes en Chicago en abril de 2018, antes del lanzamiento oficial en inglés en agosto.

## Composición
Producida por The Stereotypes, Maxx Song, Whitney Philips y Yoo Young-jin, «Bad Boy» es una canción de R&B con influencias de hip hop, caracterizada por una melodía sintética y un bajo pesado. La canción sigue la estructura de verso-coro y está compuesta en Re mayor, con un tempo de 150 pulsaciones por minuto, convirtiéndola en el quinto sencillo de Red Velvet dentro del concepto «velvet». En una entrevista en Deconstructed con Genius, el equipo de producción explicó que se inspiraron en el R&B de los años 90, mencionando que el sello del grupo les permitió incorporar esas influencias. Con una duración de tres minutos y treinta y un segundos. Las letras en coreano, adaptadas por JQ y Moon Hee-yeon, cuentan la historia de la atracción entre un «chico malo» y una mujer fría. El portal mexicano Milenio describió la melodía como una mezcla de R&B y hip hop, y destacó que las letras narran el comienzo de la relación de una pareja. Una versión en inglés de la canción se lanzó como pista adicional en Summer Magic el 6 de agosto de 2018.

## Recepción crítica
Tamar Herman de Billboard describió la canción como la más «oscura» del grupo, destacando la diferencia con su anterior lanzamiento «Peek-a-Boo» y mencionando que las chicas adoptaron un estilo retro más suave en The Perfect Red Velvet. También comentó que la coreografía de la canción fue la más sexy de su carrera y que tanto la canción como el álbum representaban su lado «velvet», en contraste con las canciones «red» anteriores. Avery Thompson de Hollywood Life elogió la canción como «perfección musical» y destacó a las integrantes como «el epítome del poder femenino». Jeff Benjamin de Fuse comparó el estilo del grupo con el de artistas como Rihanna, Tinashe y Cardi B, mientras que Forbes destacó el trabajo de The Stereotypes en el álbum como clave para perfeccionar el sonido contemporáneo R&B-pop del grupo. Por otro lado, en Corea del Sur, X Sports News describió «Bad Boy» como la mezcla perfecta, destacando su concepto dual desde su debut en 2014 con «Happiness» y «Be Natural».
En diciembre de 2018, Billboard incluyó el sencillo en su lista de las «100 mejores canciones de 2018» y la puso en el primer lugar de su lista de «20 mejores canciones K-pop de 2018», convirtiendo a Red Velvet en la primera artista femenina en liderar la lista. Dazed también destacó la canción, describiéndola como «sutil pero audaz» y elogiando las voces del grupo. Paper la ubicó en el segundo lugar de su lista, destacando que la canción fue perfecta en un año dominado por hombres, y resaltó su impacto como uno de los mejores lanzamientos del año.
| Crítico/Publicación | Lista                                                              | Posición | Ref.   |
| ------------------- | ------------------------------------------------------------------ | -------- | ------ |
| Billboard           | Las 100 mejores canciones de 2018: Elección de los críticos        | 43       | [ 17 ] |
| Billboard           | Las mejores 20 canciones de K-pop: Elección de los críticos        | 1        | [ 18 ] |
| Billboard           | Las 100 mejores canciones de K-pop de los 2010                     | 27       | [ 19 ] |
| Dazed               | Las mejores 20 canciones de K-pop de 2018                          | 4        | [ 20 ] |
| Idology Korea       | Las mejores canciones de 2018                                      | 4        | [ 21 ] |
| Paper               | Las 20 mejores canciones K-pop de 2018 de Paper                    | 2        | [ 22 ] |
| SBS PopAsia         | Las 100 mejores canciones de pop asiático de 2018 de PopAsia: 50-1 | 4        | [ 23 ] |

## Videoclip
El videoclip, dirigido por Kim Ja-kyoung y coreografiado por Rie Hata, fue lanzado el mismo día que la canción. Presenta a las integrantes con varios atuendos coordinados, como conjuntos negros y pijamas rosas, además de uniformes sexys con mallas y cuero. Tamar Herman de Billboard destacó que el video muestra al grupo como «mujeres fatales» tratando de destruir al «chico malo», con contrastes entre las integrantes más maduras y la imagen juvenil de Yeri, quien parece ser protegida por las demás. La coreografía se caracteriza por movimientos sugerentes y gestos provocativos hacia la cámara.

## Lista de canciones
Descarga digital / streaming 
1. «Bad Boy» – 3:30

Descarga digital / streaming – Remixes
1. «Bad Boy» (PREP Remix) – 3:20
2. «Bad Boy» (nomad Remix) – 3:45
3. «Bad Boy» (Slom Remix) – 3:45

## Posicionamiento en listas

### Listas semanales
| Listas (2018)                        | Mejor posición |
| ------------------------------------ | -------------- |
| Canadá (Canadian Hot 100)            | 87             |
| Corea del Sur (Gaon)                 | 2              |
| Corea del Sur (K-pop Hot 100)        | 2              |
| Estados Unidos (World Digital Songs) | 2              |
| Japón (Japan Hot 100)                | 49             |
| Malasia (RIM)                        | 18             |
| Singapur (RIAS)                      | 8              |

### Listas anuales
| Listas (2018)                        | Mejor posición |
| ------------------------------------ | -------------- |
| Corea del Sur (Gaon)                 | 26             |
| Estados Unidos (World Digital Songs) | 22             |

## Certificaciones
| País          | Organismo certificador | Certificación | Ventas certificadas | Ref.   |
| ------------- | ---------------------- | ------------- | ------------------- | ------ |
| Corea del Sur | KMCA                   | Platino       | 200 500 000         | [ 35 ] |
| Nueva Zelanda | RMNZ                   | Oro           | 15 000              | [ 36 ] |

## Historial de lanzamiento
| País   | Fecha                  | Formatos                    | Versión  | Discográfica(s) | Ref.   |
| ------ | ---------------------- | --------------------------- | -------- | --------------- | ------ |
| Varios | 29 de enero de 2018    | Descarga digital, streaming | Original | SM, Iriver      | [ 24 ] |
| Varios | 1 de noviembre de 2021 | Descarga digital, streaming | Remixes  | SM, Dreamus     | [ 25 ] |